# Faro de El Hank
El faro de El Hank es un faro situado en la punta de El Hank, al oeste del puerto de Casablanca, región de Casablanca-Settat, Marruecos. Está gestionado por la autoridad portuaria y marítima del Ministère de l'équipement, du transport, de la logistique et de l'eau.

## Historia
Está compuesto por una lente Fresnel de segundo orden en una torre de mampostería redonda con linterna y galería.